# ديفيد سيميون
ديفيد سيميون (بالإنجليزية: David Simeon)‏ هو ممثل بريطاني، ولد في 17 مايو 1943 في المملكة المتحدة.

## أعمال

### أفلام
- (1988) سمكة تدعى وندا

## وصلات خارجية
- ديفيد سيميون على موقع IMDb (الإنجليزية)
- ديفيد سيميون على موقع ميوزك برينز (الإنجليزية)